# Північна (притока Південної Розсохи)
Півні́чна (рос. Северная) — річка в Республіці Комі, Росія, права притока річки Південна Розсоха, лівої притоки річки Пожег, правої притоки річки Печора. Протікає територією Троїцько-Печорського району.
Річка протікає на захід та південний захід.